# Aphanogmus compressiventris
Aphanogmus compressiventris är en stekelart som först beskrevs av W. Foerster 1861.  Aphanogmus compressiventris ingår i släktet Aphanogmus och familjen pysslingsteklar. Inga underarter finns listade i Catalogue of Life.